# Тодоров, Герасим Николов
Герасим Николов Тодоров — болгаро-македонский революционер-горянин, борец против коммунистической власти в Болгарии вообще и в Пиринской Македонии в частности. Командир повстанческой четы.

## Биография
Родился 27 ноября 1910 года в восточно-македонском селе Влахи. Его отец Тодор Николов был четником в отряде (чете) известного деятеля левого крыла Внутренней македонско-одринской революционной организации Яне Санданского, а после 1912 года — учителем и кметом в селе Влахи. Старший брат Герасима, Захарий Тодоров, проживавший в Кресне (Гара-Пирине), был районным воеводой в правой ВМОРО (а затем ВМРО), фракции Ванчо Михайлова.
Герсаим Тодоров, по окончании гимназии и по отбытии срочной военной службы, работал лесничим в Ощаве, неподалёку от Влахов. С юных лет состоял в рядах Внутренней македонской революционной организации Ивана Михайлова — вплоть до официального запрещения этой организации в 1934 году. Герасим Тодоров был другом македонского патриота Ивана Харизанова.
В период 1941—1944 годов Герасим Тодоров проживал в отвоёванном болгарами у Греции Беломорье (греческий исторический регион, примерно соответствует Западной Фракии), занимая должность начальника государственного питомника посадочных материалов. После переворота 9 сентября 1944 года, в результате которого Болгария вышла из союза с фашистской Германией и объявила ей войну, а Беломорье было возвращено Греции, Тодоров вернулся во Влахи. Там он вместе с односельчанами создал лесопромышленный кооператив и сельскую потребительскую кооперацию, в которой стал кассиром-счетоводом. Тогда же Тодоров вступил в политическую организацию «Звено».
Вскоре Тодоров познакомился с Михаилом Думбалаковым, который был близок к лидеру Болгарского земледельческого народного союза Николе Петкову. Под их влиянием Тодоров 6 мая 1947 года перешёл на нелегальное положение и создал революционную группу горян для борьбы с коммунистической властью в Пиринской Македонии. Группа известна как «Шестой Пиринский отряд». Сподвижниками отряда стали бывшие члены Внутренней македонской революционной организации, а впоследствии к ним присоединились члены Болгарского земледельческого народного союза и «Звена». В декабре 1947 года отряд разделился на две части. Под началом Тодорова остались Йордан Руйчев Стоянов, Асен Николов, Кирилл Бенгюзов, Любомир Стамболиев и Пётр Греков-Попето. Они действовали в районе Ощавы, Сенокоса и Брежани; во вторую группу вошли Марко Панайотов, Веселин Лазаров, Тома Маникатов и Александр Султов, которые действовали в районе Плоски и Влахи. К концу 1947 года Тодоровская чета состояла из 14 человек; кроме того, Герасим Тодоров установил контакт с прибывшей из Греции горянской группой Христо Лагадинова.
12 февраля 1948 года Герасим Тодоров посетил собрание учителей села Влахи, среди которых был национал-коммунист Петр Макеревский, эмиссар из социалистической Югославии. К нему Тодоров отнёсся доброжелательно в связи с тем, что Макеревский помогал его сестре и её детям.
12 марта 1948 года к чете Тодорова присоединились полковник Стойно Бачийский и подполковник Димитр Цветков. После отряд Тодорова соединился также с силами Йордана Стоянова и к середине марта 1948 года чета состояла из 42 человек, преимущественно бывших членов Внутренней македонской революционной организации и врагов Болгарской коммунистической партии. Между тем, ещё 9 марта народная милиция Благоевграда приступила к масштабной вооружённой операции под кодовым названием «Елен», имевшей целью уничтожение отряда Тодорова. Была арестована большая часть помогавших отряду местных жителей; район действия группы был окружён и началось преследование. 30 марта 1948 года Тодоров попал в окружение и подорвал себя гранатой; место его погребения неизвестно. К 4 апреля милицейская операция была завершена. Убиты 42 человека, пленён 41, и только лишь Димитр Павлов сумел уйти от преследования. Из общего числа в 140 человек арестованных четников и помощников отряда Герасима Тодорова 106 были осуждены, из них 13 были на судебном процессе в Горной-Джумае приговорены к смертной казни.
Как охарактеризовал деятельность отряда Тодорова активно участвовавший в его ликвидации деятель неврокопской народной милиции, а впоследствии писатель Костадин Кюлюмов:

В 1947—1948 годах банда Герасима Тодорова удерживала территорию бывшей Санданской (Светиврачской) околии, большую часть сёл того края, немалую часть Разлога, достигая до околии Гоце-Делчевской — короче, вся Пиринская планина и часть бывшей Горноджумайской околии! То была не только крупнейшая банда Болгарии, но и самая опасная, ибо она контролировала территорию, на которой почти что была ликвидирована народная власть.
Оригинальный текст (болг.)През 1947-1948 бандата на Герасим Тодоров държеше територията на бивша Санданска (Светиврачка) околия, голяма част от селата в този край, прехвърляше част от Разложко, дори стигаше до Гоцеделчевско - оттатък през Пирин и част от бившата Горноджумайска околия! Това беше не само най-голямата банда в България, но и най-опасната поради това, че тя контролираше територия, в която почти беше ликвидирана народната власт.

## Оценки деятельности Герасима Тодорова
В коммунистической Болгарии отряды Горянского движения считали уголовными бандами, а их лидеров именовали фашистами, бандитами и англо-американскими провокаторами и диверсантами. Снятый в 1972 году фильм «Глутницата» был как раз посвящён ликвидации четы Герасима Тодорова.
Крум Монев, четник Герасима Тодорова, писал в своих мемуарах, что главной целью четы была борьба за объединение и независимость Македонии. Ныне в Северной Македонии широко распространено мнение, что Герасим Тодоров был македонским национальным борцом. Это верно лишь отчасти — сам Герасим Тодоров, хоть и горячий приверженец македонской автономии, главным своим врагом считал коммунистическую власть, все члены его четы были ярыми противниками коммунистической идеологии.
21 декабря 2016 года президент Болгарии Росен Плевнелиев наградил Герасима Николова Тодорова орденом «За гражданские заслуги» I степени за защиту прав и свобод человека и сопротивление тоталитарному коммунистическому режиму.